# Колумбус (Джорджія)
Колумбус (англ. Columbus) — місто (англ. city) в США, в окрузі Маскогі на заході штату Джорджія. Населення — 206 922 особи (2020), з передмістями — 279 518 (MSA Columbus).
Розташоване на річці Чаттагучі. Основа місцевої економіки — харчова, швейна, текстильна промисловість, текстильне машинобудування та гідроелектростанція. Біля міста знаходиться військова база Форт Беннінг.
Засноване в 1828 році.

## Географія
Колумбус розташований за координатами 32°30′37″ пн. ш. 84°52′30″ зх. д. / 32.51028° пн. ш. 84.87500° зх. д. (32.510197, -84.874946).  За даними Бюро перепису населення США в 2010 році місто мало площу 572,40 км², з яких 560,44 км² — суходіл та 11,97 км² — водойми.

### Клімат
| Клімат : Колумбус       | Клімат : Колумбус | Клімат : Колумбус | Клімат : Колумбус | Клімат : Колумбус | Клімат : Колумбус | Клімат : Колумбус | Клімат : Колумбус | Клімат : Колумбус | Клімат : Колумбус | Клімат : Колумбус | Клімат : Колумбус | Клімат : Колумбус | Клімат : Колумбус |
| Показник                | Січ.              | Лют.              | Бер.              | Квіт.             | Трав.             | Черв.             | Лип.              | Серп.             | Вер.              | Жовт.             | Лист.             | Груд.             | Рік               |
| Абсолютний максимум, °C | 28,9              | 28,9              | 33,3              | 35,0              | 37,8              | 41,1              | 40,6              | 40,0              | 41,1              | 37,8              | 31,1              | 28,9              | 41,1              |
| Середній максимум, °C   | 14,2              | 16,6              | 20,8              | 24,8              | 28,9              | 32,2              | 33,4              | 33,0              | 30,2              | 25,2              | 20,2              | 15,1              | 24,6              |
| Середній мінімум, °C    | 2,7               | 4,6               | 7,8               | 11,4              | 16,6              | 20,9              | 22,7              | 22,4              | 19,3              | 13,1              | 7,8               | 3,8               | 12,8              |
| Абсолютний мінімум, °C  | −18,9             | −19,4             | −8,9              | −2,2              | 3,9               | 6,7               | 15,0              | 13,9              | 3,3               | −4,4              | −12,2             | −15,6             | −19,4             |
| Норма опадів, мм        | 98                | 113               | 139               | 90                | 81                | 94                | 121               | 96                | 78                | 66                | 104               | 108               | 1187              |
| Днів з опадами          | 10,0              | 8,6               | 8,9               | 7,6               | 7,6               | 10,0              | 11,7              | 10,7              | 7,1               | 6,5               | 7,8               | 9,2               | 105,7             |
| ----------------------- | ----------------- | ----------------- | ----------------- | ----------------- | ----------------- | ----------------- | ----------------- | ----------------- | ----------------- | ----------------- | ----------------- | ----------------- | ----------------- |
| Джерело: NOAA           |                   |                   |                   |                   |                   |                   |                   |                   |                   |                   |                   |                   |                   |

## Демографія
Згідно з переписом 2010 року, у місті мешкало 189 885 осіб у 74 081 домогосподарстві у складі 47 742 родин. Густота населення становила 332 особи/км².  Було 82690 помешкань (144/км²).
Расовий склад населення:
| - 46,3 % — білих - 45,5 % — чорних або афроамериканців - 2,2 % — азіатів - 0,4 % — корінних американців - 0,2 % — вихідців з тихоокеанських островів - 2,4 % — осіб інших рас |

До двох чи більше рас належало 3,0 %. Частка іспаномовних становила 6,4 % від усіх жителів.
За віковим діапазоном населення розподілялося таким чином: 25,6 % — особи молодші 18 років, 62,8 % — особи у віці 18—64 років, 11,6 % — особи у віці 65 років та старші. Медіана віку мешканця становила 33,5 року. На 100 осіб жіночої статі у місті припадало 91,8 чоловіків;  на 100 жінок у віці від 18 років та старших — 88,4 чоловіків також старших 18 років.
Середній дохід на одне домашнє господарство  становив 59 910 доларів США (медіана — 42 306), а середній дохід на одну сім'ю — 70 641 долар (медіана — 53 171). Медіана доходів становила 39 861 долар для чоловіків та 31 721 долар для жінок. За межею бідності перебувало 20,5 % осіб, у тому числі 29,4 % дітей у віці до 18 років та 12,9 % осіб у віці 65 років та старших.
Цивільне працевлаштоване населення становило 78 531 осіб. Основні галузі зайнятості: освіта, охорона здоров'я та соціальна допомога — 22,8 %, мистецтво, розваги та відпочинок — 11,9 %, фінанси, страхування та нерухомість — 11,8 %.